# Kazuma Matsushita
Kazuma Matsushita (japanisch 松下 和磨 Matsushita Kazuma; * 25. Juni 1982 in der Präfektur Osaka) ist ein japanischer Fußballspieler.

## Karriere
Matsushita erlernte das Fußballspielen in der Universitätsmannschaft der Shizuoka-Sangyo-Universität. Seinen ersten Vertrag unterschrieb er 2005 bei ALO'S Hokuriku (heute: Kataller Toyama). Der Verein spielte in der dritthöchsten Liga des Landes, der Japan Football League. Am Ende der Saison 2008 stieg der Verein in die J2 League auf. Ende 2009 beendete er seine Karriere als Fußballspieler.